# Monts Inyanga

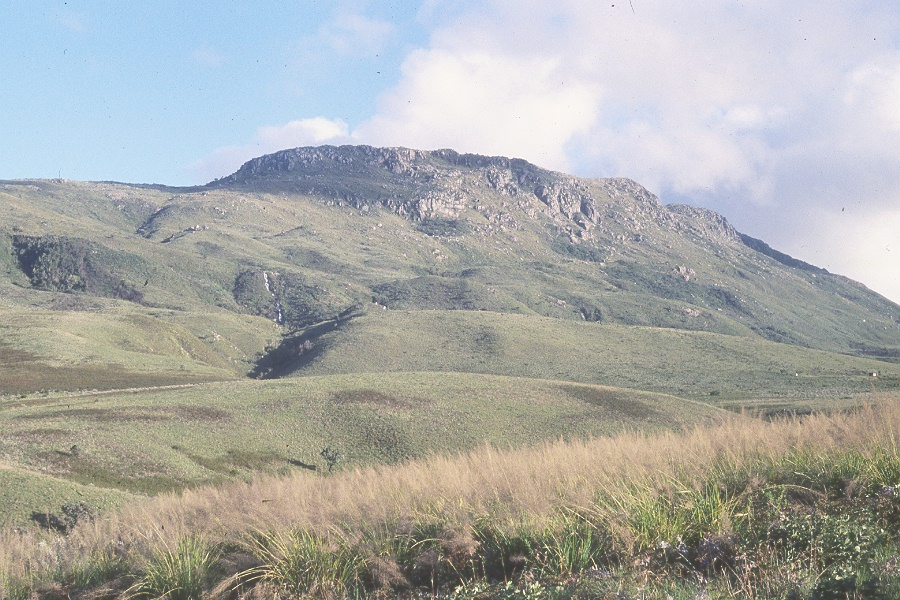
Vue du point culminant du massif, l'Inyangani.

Les monts Inyanga, en anglais Inyanga Mountains, sont une chaîne de montagnes du Zimbabwe, située dans l'Est du pays, dans la province du Manicaland. La chaîne, qui s'étire du nord au sud sur environ 90 kilomètres, abrite les deux plus hauts sommets du pays, l'Inyangani, point culminant du Zimbabwe avec 2 592 mètres d'altitude, et le Rukotso, avec 2 404 mètres d'altitude.
Parmi les autres montagnes de cette chaîne figurent le Chinyamaura (2 184 m d'altitude), le Gomo-Re-Mureza (2 162 m d'altitude) et le Muozi (2 159 m d'altitude).
C'est dans ces montagnes que se trouve le parc national Nyanga, créé en 1926.

## Climat
À Nyanga, le climat est tropical tempéré par l'altitude. Les étés, de septembre à avril, sont abondamment pluvieux et les hivers, de mai à août, ont de longues période sèches ponctuées d'épisodes de précipitations. La moyenne annuelle des précipitations est de 758 mm. Le mois le plus sec, janvier, recueille 12 mm et juillet, le plus humide, a une moyenne de 119 mm. En ce qui concerne les températures, la moyenne annuelle est de 22,6 °C.

## Géologie
La montagne se compose apparemment de deux sills subhorizontaux de dolérites. Les sills sont intrusifs dans le  terrain granitique du sous-sol jusqu'à une mince séquence sédimentaire recouvrant les granits. Cette séquence sédimentaire se compose de siltites, de grès et de meulières (grès polymorphes). Au nord-est, les sédiments baissent dans une direction  de 20° de longitude est. Au nord-ouest, les sédiments sont d'orientation subverticale. À l'ouest de la montagne, les terrains, qui se présentent sous la forme de collines ondulées, se composent de granit avec intrusion de la dolérite, qui constitue la plupart des vallées. On ne sait pas si la dolérite est sous la forme de sills ou de dykes.